# Pitta di patate

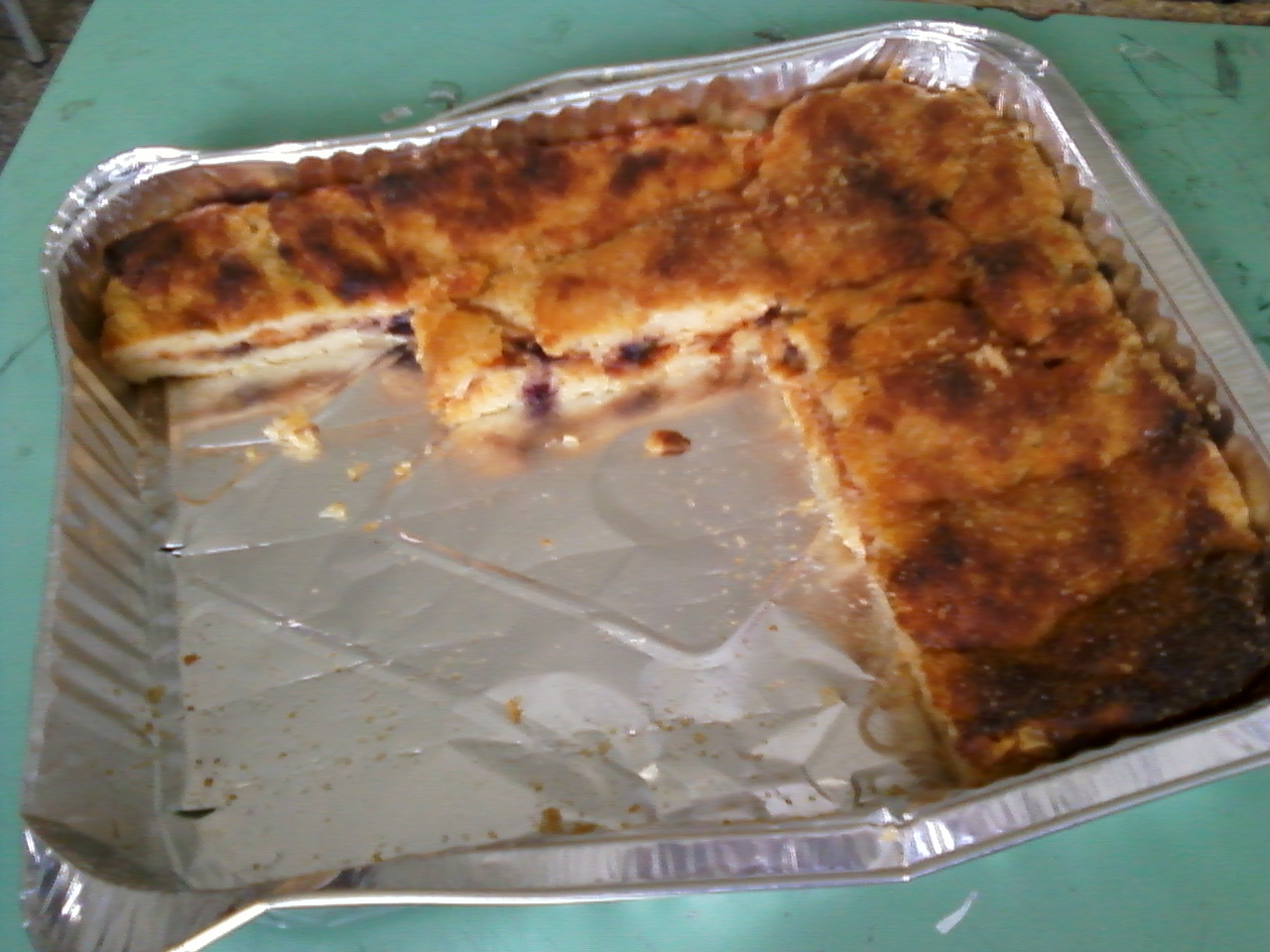
Pitta di patate entamée.

La pitta di patate est un plat typique de la région de Salente (Pouilles, Italie) dont il existe diverses variantes.
Il s'agit d'une focaccia (fougasse) cuite au four, constituée de deux couches d'une pâte à base de pommes de terre,  de fromage, de chapelure de pain et d'œufs, remplie d'une farce à base d'oignons frits à l'huile d'olive, de sauce tomate, d'olives noires, d'origan et de câpres.
À cette pâte de base, on peut ajouter, selon le goût du consommateur, du thon en boîte, du jambon, du fromage, des sardines ou des légumes.
La pitta di patate peut se consommer aussi bien chaude que froide.